# Offenbarung
Eine Offenbarung ist die Eröffnung von etwas bisher Verborgenem. Der Begriff wird im sinnlichen, im religiösen und im juristischen Sinne gebraucht.

## Bedeutungen
Im heutigen Deutschen fächern sich die Bedeutungen auf, so auch im Sinne von „sich jemandem anvertrauen“.
1. Die hauptsächliche Verwendung des Wortes „Offenbarung“ liegt im religiösen Bereich. Hier bezeichnet es die Enthüllung göttlicher Wahrheiten oder eines göttlichen Willens. Dies ist prinzipiell in verbaler oder in nonverbaler Form möglich, vor Einzelnen oder Vielen. Während das gesamte Volk Israel Zeuge einer Massenoffenbarung Gottes am Berg Sinai wurde, ist beispielsweise die Paulinische Theologie Ergebnis einer behaupteten Einzeloffenbarung, wie auch diejenigen Buddhas, Joseph Smiths (Prophet des Mormonentums), Mohammeds (Prophet des Islam), Bahāʾullāh (Stifter des Bahaitums)[1] und aller anderen Religionsstifter.[2]
2. Das letzte Buch des Neuen Testaments der Bibel, die Offenbarung des Johannes, wird auch kurz „Offenbarung“ genannt und entsprechend abgekürzt. (z. B. Offb 1,1 Lut)
3. Der Begriff wird oft auch im Sinne einer mehr oder weniger tiefgehenden sinnlichen Erfahrung des Göttlichen in der Musik, Kunst oder bei kulinarischen Speisen gebraucht. Dies ist dabei nicht notwendigerweise immer als Hyperbel gemeint. Nach der Theologie von Paul Tillich ist nichts prinzipiell von der Offenbarung ausgeschlossen.[3]

## Christentum
Der Begriff hat – vor allem im Christentum – eine komplexe Entwicklung durchlaufen, deren einzelne Stadien sich auch heute noch in seiner Verwendung niederschlagen. Sie vollzog sich von einem rein profanen Wortgebrauch (im Tanach) erst zögerlich hin zum Gedanken, dass Gott Menschen etwas offenbart – sich selbst oder im Neuen Testament durch die Menschwerdung Gottes den erhöhten Christus.
Von da aus wandelt sich der Begriff im Laufe mehrerer hundert Jahre zum theologischen Terminus technicus, um welchen namentlich in der Aufklärung eine scharfe Kontroverse geführt wurde. Hier wurde unter anderem darauf hingewiesen, dass es auf einer subjektiven Beurteilung beruht, ob etwas als göttliche Offenbarung eingeschätzt wird.
Seit dem 20. Jahrhundert wird das Wort im Sinne einer „Selbstmitteilung Gottes“ zu einem theologischen Schlüsselbegriff, der „systembildende Funktion“ hat (von Stosch) und der auch für religionsphänomenologische Vergleiche verwendet wird.

## Begriffsverwendung in der Bibel
Martin Luther verwendete das deutsche Verb „offenbaren“ zur Wiedergabe des griechischen Wortes apokálypsis (ἀποκάλυψις, „Enthüllung, Offenbarung“), von dem sich auch die Fremdwörter Apokalypse und Apokalyptik herleiten. Die Wortbestandteile des dazugehörigen Verbs ἀποκαλύπτειν apokalýptein („enthüllen, entblößen, offenbaren, kundtun“), ἀπό apó („weg“) und καλύπτειν kalýptein („verhüllen“), bedeuten so viel wie „eine Verhüllung fortnehmen“. Dieses Verb wiederum übersetzt in der Septuaginta die hebräische Wurzel glh (גלה) aus dem Tanach (dem Alten Testament).

### Tanach

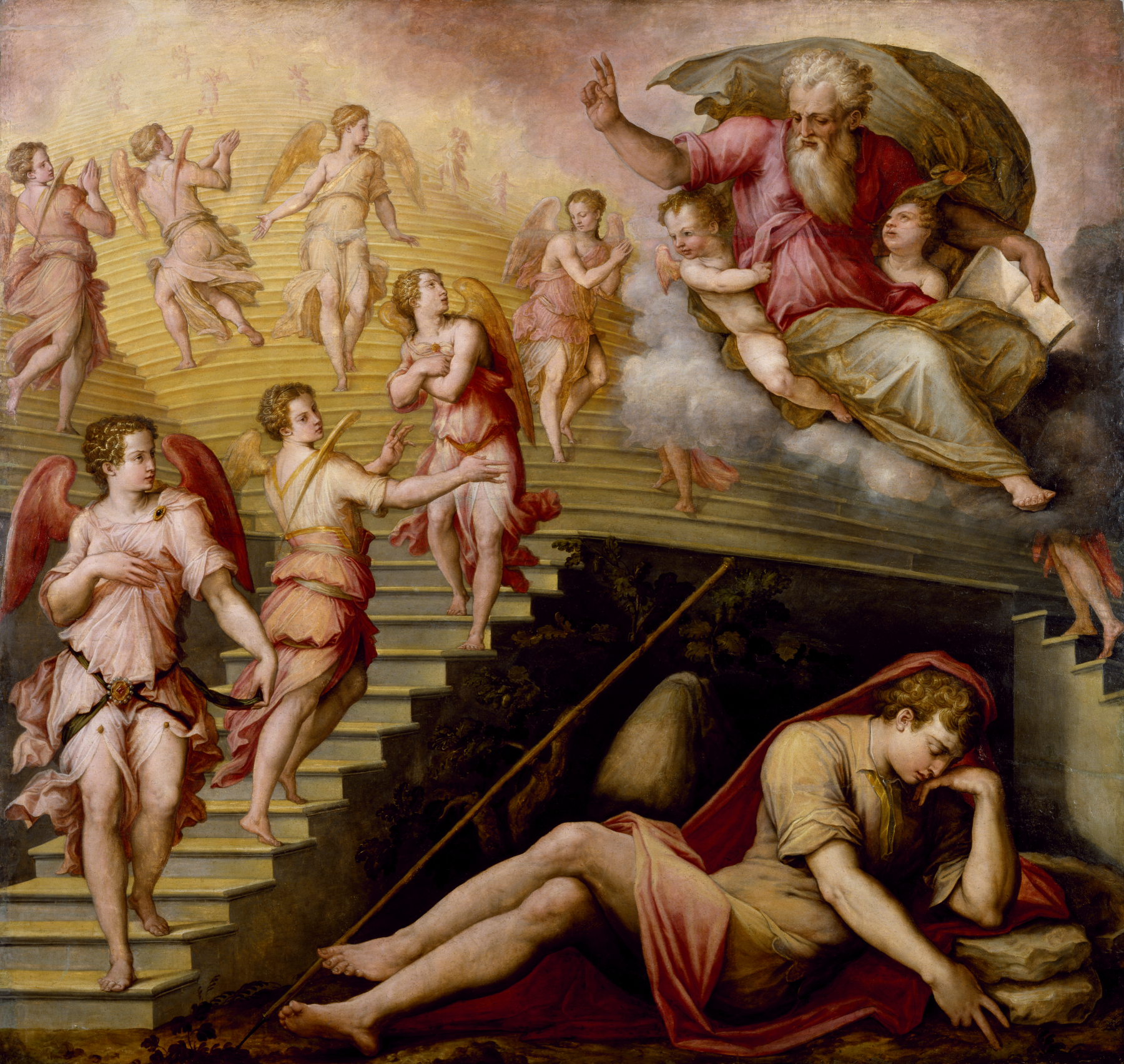
Giorgio Vasari: Jakobs Traum, 1557–1558

Der Tanach ist voller Beschreibungen von der Wahrnehmung des Wirkens Gottes. Erstaunlicherweise taucht das an sich häufige hebräische Verb galah (Offenbarung) in diesem Bezug nur sehr selten auf; dieses Wort hat in der überwiegenden Zahl seines Vorkommens gar keine theologische Bedeutung. Das Spektrum seiner Verwendung reicht von „aufdecken, entblößen“ (und zwar von etwas Verbotenem, z. B. der Scham 3 Mos 18–20 ) über „fortgehen“ bis „in die Verbannung führen“ (d. h. Galut bzw. Diaspora, beispielsweise das Babylonische Exil).
Die mit der Wurzel glh verbundenen Vorgänge waren also für die Menschen erst einmal profaner Natur und außerdem eher unangenehm. Gott ist in der Regel nicht Subjekt dieses Verbs.
Die geringe Zahl an Stellen, in denen ausnahmsweise Gott etwas in Bezug auf einen Menschen „entblößt“, bilden also die Ausnahme. Sie beziehen sich zum einen auf das Ohr, das für Gottes Reden geöffnet wird – z. B. das Ohr Samuels (1 Sam 9,15 ) oder Jesajas (Jes 22,14 , d. i. die einzige vorexilische Belegstelle in einem Prophetenbuch). Wie jedoch der Empfang des göttlichen Wortes vonstattengeht (1 Sam 3,21 ), wird nicht näher bestimmt. In noch späteren Traditionsschichten wird Gott um das Aufdecken der Augen gebeten, um die Wunder der Thora entdecken zu können (z. B. Ps 119,18 ); im Propheten Daniel geschieht das durch nächtliche Visionen (Dan 2,19 ).
Drittens kann – stets aus dem Abstand der Rückschau heraus – gesagt werden, dass Gott sich selbst offenbart habe (z. B. 1 Mos 35,7  mit Rückverweis auf die Theophanie 28,10ff. ). גלה wird jedoch nie in Zusammenhang mit dem Ereignis selbst genannt. Es handelt sich dabei um eine metaphorische Übertragung: „So wie sich ein Mensch einem anderen zeigt, so kann Gott sich jemandem zeigen (offenbaren)“, was erfahren werden kann. Dies kann durchaus durch allgemeinmenschliche Ereignisse auf dem Lebensweg geschehen (Hi 33,15 ).
Bei den Essenern in Qumran erhält das Verb galah erstmals eine deutlicher theologische und gleichzeitig „apokalyptische“ Bedeutung: Sie ist hier die „in der Thora und den Propheten enthaltene Offenbarung der Endzeit“, die durch das Studium der Schrift und ihre Auslegung bekanntgemacht werden muss. Die vielen Situationen im Tanach, in denen Gott sich in der Geschichte wahrnehmbar macht, werden mit anderen Verben beschrieben, so z. B. „erscheinen“ (Gen 17,1 ), „sehen“ und „hören“ (Jes 6,1.8 ), „schauen“ (Dan 7,9 ), „antworten“ (Ps 27,8 ) und anderem. Dem Wort Gottes, das von seinen Propheten ausgerichtet wird, kommt dabei eine besondere Bedeutung zu. Dies alles unter dem Oberbegriff „Offenbarung Gottes“ zusammenzufassen, lag jedoch im Rahmen alttestamentlicher Denkgewohnheiten keineswegs nahe, sondern vollzieht sich erst in einem viel späteren Stadium der Begriffsgeschichte.

### Neues Testament
Auch die neutestamentlichen Schriften kennen noch keinen theologischen Begriff von „Offenbarung“, nicht einmal eine einheitliche Terminologie. Neben apokalyptein treten Synonyme wie griech. φανεροῦν (phanerûn) oder φαίνεσθαι (phaínesthai), die von Luther ebenfalls mit „offenbaren“ wiedergegeben wurden. In den ältesten Schriften, den Briefen des früheren Pharisäers Paulus, bezieht sich der Begriff auf Jesus Christus, und zwar auf drei verschiedenen Ebenen:

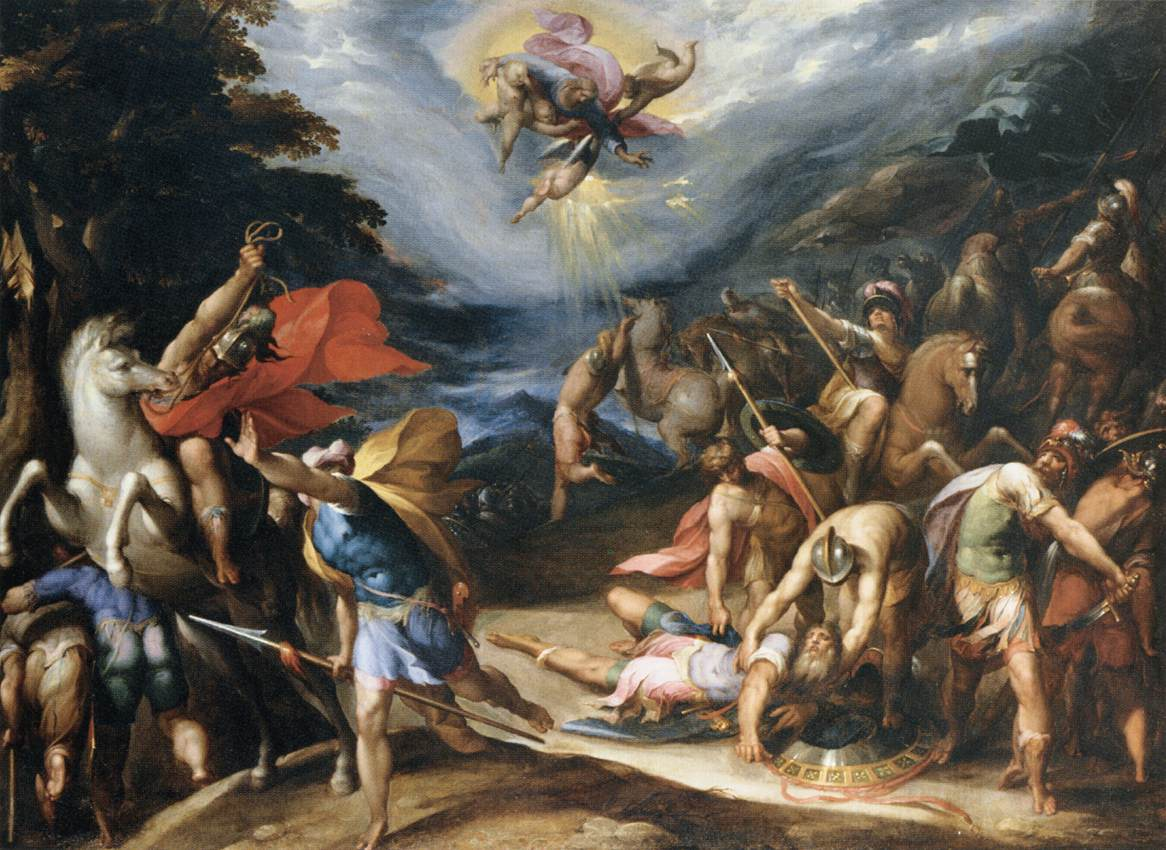
Hans Speckart: Die Bekehrung des Saulus auf dem Weg nach Damaskus, zwischen 1570 und 1577

1. Paulus beschreibt aus der Rückschau sein früheres Widerfahrnis der Selbstoffenbarung des auferstandenen Jesus Christus in einem persönlichen, überwältigenden Enthüllungserlebnis Gal 1,12–16 . Dieses stand für ihn in einem Zusammenhang mit der Erscheinung des auferstandenen Jesus vor den Jüngern (1 Kor 15,3–8 , stets mit der Formulierung: Er ist „gesehen worden“, griech. ὤφθη) und machte ihn von einem Verfolger der Anhängerschar Jesu zum Apostel. Apg 9,1–19  erzählt mit Worten der frühen Gemeinde, dass Paulus im Zuge der Verfolgung von Christusgläubigen auf dem Weg nach Damaskus eine Christuserscheinung in hellem Licht und mit einer Wortbotschaft widerfuhr. In 2 Kor 4,6  reflektiert er die für ihn grundstürzende Erkenntnis, dass die Herrlichkeit Gottes auf dem Angesicht Jesu Christi ruht, den er vorher verworfen hatte. Dieses Berufungserlebnis war für ihn unableitbar und unabhängig von menschlichem Handeln, unhinterfragbar und eine Erfahrung, die seine gesamte Existenz nachhaltig und durchgreifend veränderte: Paulus konnte sich dem Christus, der sich ihm offenbart hatte, nicht entziehen, sondern verkündigte ihn nun unter Einsatz seines ganzen Lebens.

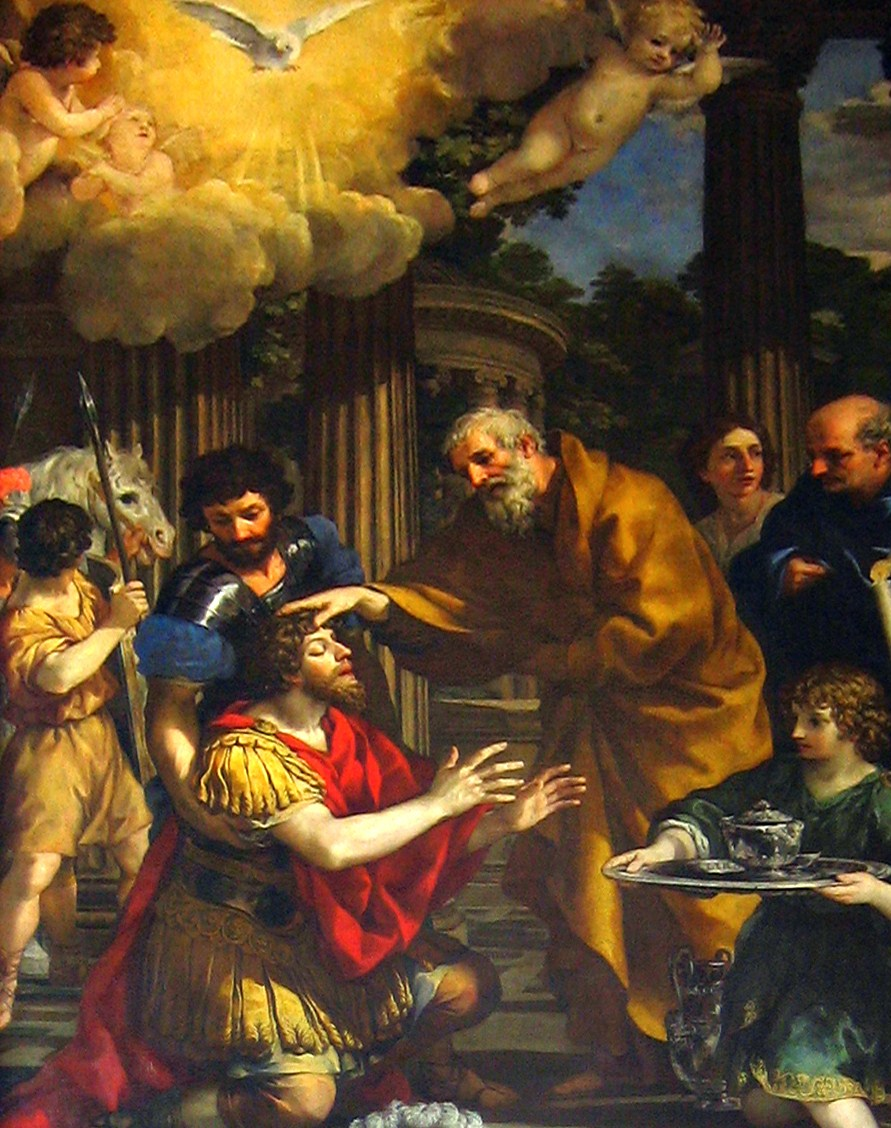
Pietro de Cortana: Ananias heilt die Augen des Hl. Paulus, 1631

2. Paulus’ Offenbarungserlebnis hatte ihm jedoch inhaltlich nichts entscheidend Neues gebracht, sondern ihn mit der Christusverkündigung der Urchristenheit rekonfrontiert. Hatte er diese vorher bekämpft, so erwies sie sich ihm jetzt auf Grund seines Erlebnisses als Teil des Heilswerkes Gottes. Sein Offenbarungerlebnis führt ihn also nicht aus der Gemeinschaft heraus; im Gegenteil stiftet die von anderen und jetzt auch von ihm im Evangelium verkündigte Offenbarung Gottes in Jesus Christus Gemeinschaft. „Im Evangelium wird Gott als der zu Rettung allein Mächtige und Willige den Menschen präsent, die sich glaubend auf die Christusbotschaft einlassen“ (Balz), und offenbart ihnen die göttliche Gnade (Röm 1,16f. , 3,20ff. ). Der Glaube erscheint darum bei Paulus als Gegenstück zur Offenbarung – umso mehr, als das „Wort vom Kreuz“ ein „Anstoß“ und „Ärgernis“ (griech. σκάνδαλον skándalon) sein kann (1 Kor 1,18–25  u.ö.). Gottes Macht in solcher Verborgenheit widerspricht der Weisheit des Menschen und kann diesem darum nur durch Gott selbst offenbart werden durch den Geist Gottes (1 Kor 2,6–10 ). 

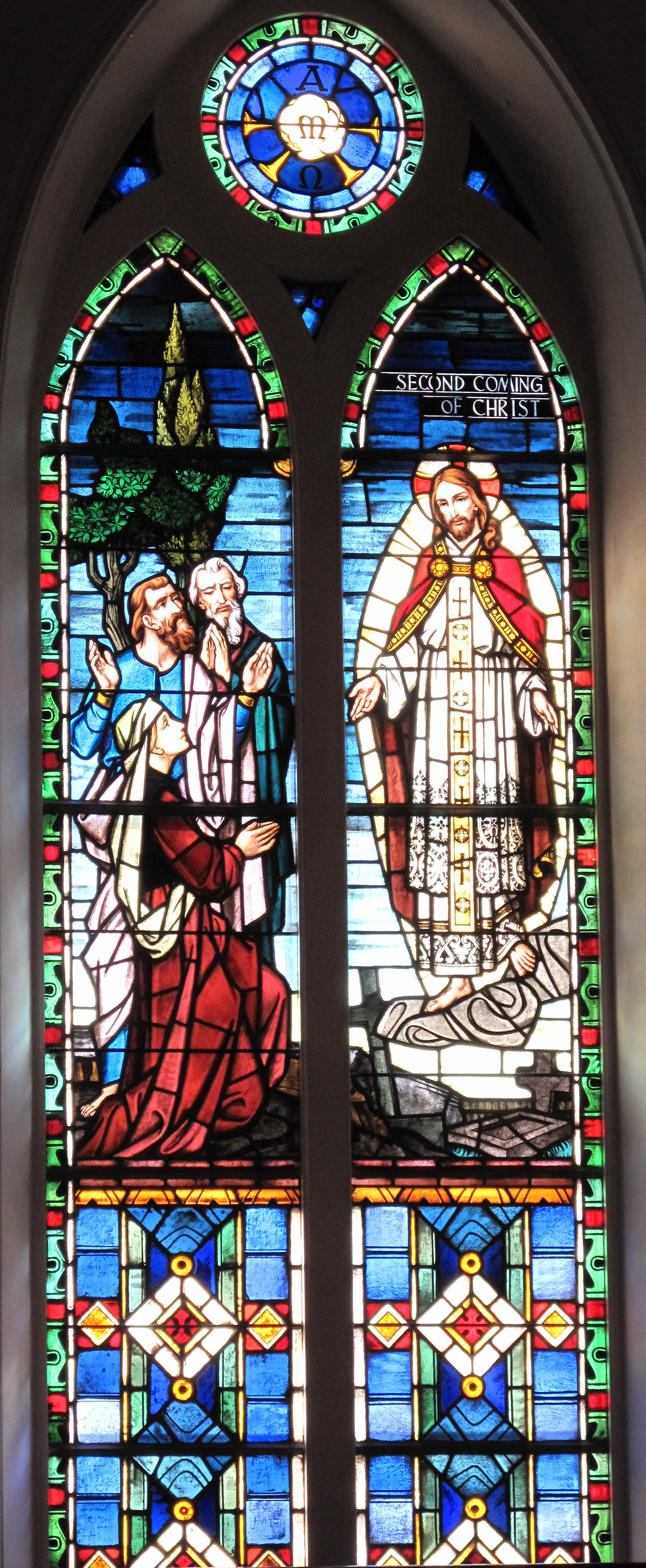
Das zweite Kommen Christi. Kirchenfenster in der St. Matthew’s German Evangelical Lutheran Church in Charleston, USA

3. Apokalypsis ist für Paulus sodann das „Offenbarwerden Jesu Christi“ in der Zukunft, wenn er im Gegensatz zu seiner früheren Verborgenheit in der Parusie in messianischer Herrlichkeit enthüllt werden wird (1 Kor 1,7 ; vgl. damit die „Menschensohn“-Worte wie Lk 17,30 ). Diese Offenbarung wird als Handeln Gottes vor der Welt, als ein öffentliches Ereignis verstanden. Sie umfasst auch das Offenbarwerden der Gläubigen, die so, wie sie jetzt an der Verborgenheit teilhaben, dann an dieser Herrlichkeit teilhaben werden (Röm 8,18f. , 2 Kor 4,7–18 ), aber auch die Offenbarung des Zorns (vgl. Röm 1,18 ) bzw. des Gerichtes Gottes (Röm 2,5 , 1 Kor 3,13 ). Ähnlich ist das alte Logion Mk 4,22  zu verstehen.
Paulus kennt auch mystische Offenbarungen ekstatischer, visionärer Art (2 Kor 12,1.7 ), die jedoch für ihn nicht die gleiche Wertigkeit beanspruchen. Andere Gottesoffenbarungen neben dem Christusereignis – so auch ausdrücklich die Thora (vgl. Gal 3,15–29 ) – haben für ihn die Bedeutung einer Vorbereitung.
In den späteren neutestamentlichen Schriften wird der Begriff weiterentwickelt. Folgende Aspekte treten hinzu:
4. Das besonders im Epheser- und Kolosserbrief dargelegte sog. „Revelationsschema“ begreift die durch Paulus angestoßene Heidenmission aus der Rückschau als uranfänglichen göttlichen Ratschluss, der nun durch Christus in der durch ihn angebrochenen Heilszeit offenbar geworden ist (Eph 2,19–22 , 3,4–12 ; Kol 1,26f. ). In den Pastoralbriefen beginnt diese Heilszeit bereits mit dem Offenbarwerden Christi „im Fleisch“ (1 Tim 3,16 ; gemeint ist das Leben Jesu); hier wird das einzige Mal das gesamte Christusgeschehen als „Offenbarung“ bezeichnet.
5. Dieser letzte Aspekt wird im Johannesevangelium zu einer Offenbarungskonzeption: Jesus, der Offenbarer
Gottes, der vom Vater gesandt ist, offenbart in seinen Worten und Taten öffentlich die Herrlichkeit Gottes, wird aber von den Menschen darin nicht erkannt.

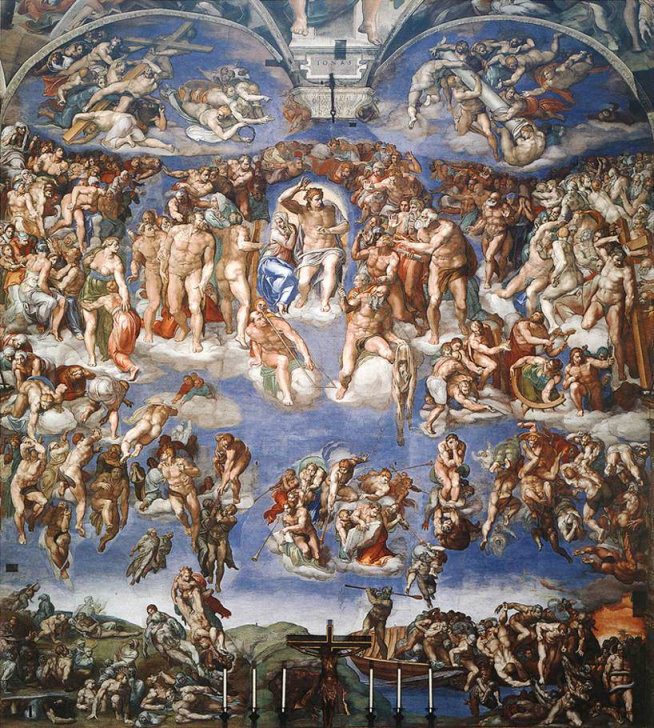
Michelangelo Buonarroti (1475–1567): Das jüngste Gericht

6. In den Spätschriften verfestigt sich die Offenbarungssprache. Hierbei kommt der Bezeichnung des erwarteten Wiederkommens Christi als ἀποκάλυψις (apokalypsis), „Enthüllung“ Jesu Christi oder seiner Herrlichkeit (1 Petr 1,7.13 , 1,7 ) große Bedeutung zu. Ausgeführt wird dies im letzten Buch der Bibel, der Offenbarung des Johannes, die das erwartete Gerichts- und Heilshandeln Gottes mit zahlreichen Bildern ausmalt und deren Überschrift „ἀποκάλυψις ᾿Ιησοῦ Χριστοῦ“ (dt. „Offenbarung Jesu Christi“ Offb 1,1 ) den deutschen Alternativbegriff „Apokalypse“ geprägt hat. Die Bedeutungen der Wörter Apokalypse und Offenbarung decken sich im Deutschen nicht, da sich mit dem Wort „Offenbarung“ nicht von vornherein jene düsteren Anklänge an ein Ende der Welt und an ein Strafgericht verbinden, die im Deutschen mit „Apokalypse“ konnotiert sind. Das griechische Wort kann beides bedeuten, wobei Offb 1,1  im paulinisch-visionären Sinne die von Gott gegebene „Offenbarung“ dessen bedeutet, was Johannes in seinen Visionen sah und dann aufschrieb. Der poetische und symbolgeladene Charakter dieses Textes zeigt darüber hinaus, dass Offenbarung weit mehr ist als eine nüchterne Bekanntmachung einer bislang noch unbekannten Information, denn die in der Antike immer mit Klang assoziierte Sprachvorstellung ist per se mit künstlerischem Ausdruckswillen verknüpft. Der Sinn derartiger antiker Texte erschließt sich deshalb erst bei klangvoller Intonation und angemessenem prosodischem Vortrag.
Insgesamt „zeigt sich (…), dass der Begriff ἀποκάλυψις noch nicht oder mindestens nicht überall den bestimmten Sinn hat, den die spätere kirchliche Dogmatik mit dem Wort „Offenbarung“ verbindet“ (Oepke). Erst im weiteren Verlauf der Theologiegeschichte wird der Begriff zum terminus technicus für die Selbstmitteilung Gottes überhaupt, die viele Spielarten wie Visionen, Auditionen, Theophanien, aber auch die Kunde und Lehre von ihr bezeichnen kann, und steht dann – sehr spät – in einem weiteren Sinne für die urchristliche Verkündigung in den biblischen Schriften, mit der die „Offenbarung“ identifiziert wurde.

## Offenbarung als Phänomen
Bei dem Begriff „Offenbarung“ handelt es sich um die Aufdeckung eines Sachverhaltes, der sonst unbekannt oder nicht (ausreichend) geklärt ist. Sofern es sich um eine religiöse Offenbarung handelt, wird diese, je nach Glaubensansicht, unterschiedlich beurteilt (siehe Theismus, Atheismus oder Agnostizismus).
Bei Offenbarungserlebnissen kann von der „Vielfalt religiöser Erfahrung“ (W. James) gesprochen werden. Für jene, welche von ihnen berichten, sind Offenbarungen einschneidende Erlebnisse, die den Menschen ergreifen und sein Leben nachhaltig verändern können. Vielfach werden Offenbarungserlebnisse als überwältigend beschrieben, häufig wird ihr verpflichtender Charakter betont. Will man nach Sinnesorganen unterscheiden, mit dem eine Offenbarung wahrgenommen wird, lassen sich mindestens zwei Arten von Offenbarungen unterscheiden. Manche Offenbarungen werden – in welcher Weise auch immer – „geschaut“ (Vision), manche werden – in welcher Weise auch immer – „gehört“ (Audition). Im Einzelnen erfolgen Offenbarungen durch die Gottheit selbst unmittelbar, durch Boten, im Traum oder durch Orakel.
Aus biblischer Sicht (siehe auch Monotheismus) ist Gott der alleinige Urheber von Offenbarungen. Die Übermittlung erfolgt entweder unmittelbar durch Visionen (Jes 6,1–13 ) oder Auditionen (1 Sam 3,4–14 ), teilweise auch durch Engel (Lk 1,26–38 ) oder menschliche Mittler (Propheten) als Botschafter (2 Sam 12,1–15 ). In Jesus Christus fallen Offenbarer und Offenbarung zusammen (Joh 1,14 ; Joh 10,30 ; Joh 14,8 ; Hebr 1,1–4 ).
Der Atheismus hält solche Offenbarungen für Illusionen oder Betrug.

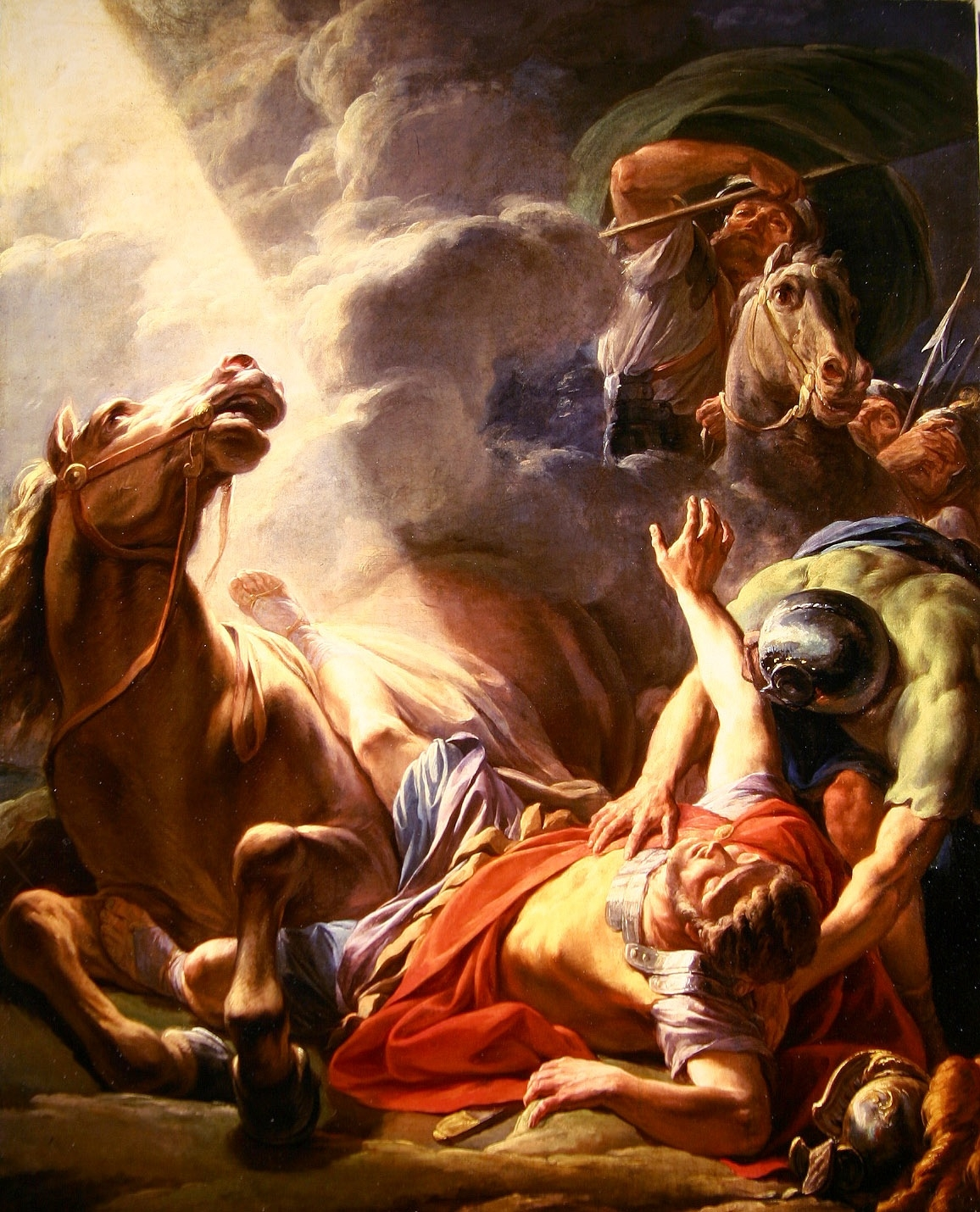
Nicolas-Bernard Lepicie: Bekehrung des Hl. Paulus, 1767

Der Agnostizismus hält die Frage in Nachfolge der antiken Skepsis für unentscheidbar und enthält sich in der Sache jedes Urteils (Epoché).
Jene, die Offenbarungen erleben, verstehen sie als eine Mitteilung, ein Sich-Selbst-Zeigen Gottes. Als nichtbiblisches Dokument eines solchen Erlebnisses lässt sich das sogenannte Memorial des Blaise Pascal ansehen. Menschen, die Offenbarungen erlebten, berichten manchmal von starken Gefühlen, sowohl Angst- als auch Glücksgefühle. Jede Offenbarung stellt den Anspruch auf Erkenntnis und Wahrheit. Daher kann sie menschliche Verhaltensweisen ändern und auch das Gewissen berühren.
Der Inhalt von Offenbarungen kann ganz verschiedene Dinge betreffen, beispielsweise Ereignisse im Leben eines Menschen oder die Klärung von Situationen oder die Vorhersage von zukünftigen Ereignissen. Offenbarungen können auch Antworten auf die Frage nach dem Sinn des Lebens oder Orientierung bei gesetzlichen und moralischen Fragen geben und anderes mehr. Sehr vieles kann Inhalt von Offenbarungen werden. Eine Religion, die sich in ihrer Lehre (Dogma) auf Offenbarungserlebnisse beruft, nennt man Offenbarungsreligion.
Stifterreligionen betrachtet die Offenbarungsinhalte in aller Regel als abgeschlossen und legen einen Kanon an Heiligen Schriften fest. Änderungen an der Glaubenspraxis werden über Traditionsbildung ermöglicht, die je nach Religion einen unterschiedlichen Einfluss hat. In solchen Religionen ist eine weitere Offenbarung meist nur noch in Form persönlicher, privater Kommunikation möglich und wird dabei in den allermeisten Fällen als nicht verallgemeinerbar betrachtet.

### Abgrenzungen
Offenbarung, Erscheinung, Erleuchtung, Inspiration, Wunder
Der Begriff Offenbarung kann von anderen, z. T. verwandten Begriffen abgegrenzt werden. Zu diesen gehört auch der Begriff Erscheinung (Epiphanie), der oft synonym gebraucht wird. Im Neuen Testament der Bibel erschien Paulus von Tarsus, dem Missionar und Apostel des Urchristentums, während einer Seenot der Engel des Herrn und teilte ihm mit, dass alle auf dem Schiff ihr Leben retten, aber das Schiff verlieren würden. Auch in der antiken griechisch-römischen Mythologie erscheint beispielsweise Zeus der Europa als Stier (Theophanie), ohne seine „wahre Gestalt“ erkennen zu lassen. Ein anderer verwandter Begriff ist Erleuchtung. Der Unterschied zwischen Offenbarung und Erleuchtung ist wichtig mit Blick auf Religionen, die nicht an einen personalen Gott glauben. Einsicht durch Erleuchtung spielt im Buddhismus eine große Rolle. Buddha empfing seine Lehre auf dem Wege der Erleuchtung, aber nicht als Offenbarung durch einen als Person gedachten Gott. Gerade auch im Satori des Zen-Buddhismus hat das blitzartige Aufleuchten von Erkenntnis einen großen Stellenwert (siehe auch Kenshō). Auch die Erlebnisse der Mystiker unterscheiden sich von Offenbarungen im engeren Sinne dadurch, dass meist die Unio mystica gleichsam als ein ganzheitliches Erleben vorgestellt wird, bei dem ein Gegenüber fehlt, während alle Offenbarung als Kundgabe zwischen einem Geber und einem Empfänger gedacht wird. Der Begriff Inspiration ist mehrdeutig; im religiösen Sprachgebrauch bedeutet er eine Eingebung Gottes. Christen gilt die Bibel als Gottes Wort (was sich etwa auf 2 Tim 3,16–17  beziehen kann). Wie diese Eingebung geschieht, darüber gehen die Meinungen auseinander (vgl. unten: „Mündliche Offenbarung“). Wunder werden als Zeichen Gottes oder als Anzeichen seiner Nähe verstanden, sind aber ohne Deutung nicht als Kundgabe eines göttlichen Urhebers zu verstehen.
Natürliche und übernatürliche Offenbarung
In der europäischen Geistesgeschichte spielt die Unterscheidung zwischen natürlicher und übernatürlicher Offenbarung eine große Rolle. Natürliche Offenbarung bedeutet, dass mit den Mitteln des Verstandes jedem Menschen, auch jenen, die nicht glauben, eine Erkenntnis Gottes aus der von ihm geschaffenen Welt möglich ist. Eine direkte Selbstmitteilung Gottes ist dazu nicht erforderlich. Die Natürliche Theologie macht derartige Erkenntnisbemühungen zu ihrem Gegenstand und versucht dabei besonders seit der Scholastik auch, zu Gottesbeweisen zu gelangen. Übernatürliche Offenbarung bedeutet demgegenüber eine Form der Offenbarung, welche nicht jedem Menschen verstandesmäßig erschließbar ist. Dies betrifft nach scholastischer Auffassung die Mysterien des Glaubens und kann gemeinhin auch bezogen werden auf außergewöhnliche Selbstbezeugungen Gottes, die ausgewählten Menschen widerfahren. Insbesondere breite Teile des Protestantismus vertraten eine Angewiesenheit auf übernatürliche Offenbarung, um religiöse Wahrheiten zu erschließen und erweiterten damit die natürliche Theologie oder traten ihr entgegen.

### Anspruch und Kriterien der Wahrheit von Offenbarungen
Der Glaube an biblische Offenbarungen schließt zwei Annahmen ein: zum einen soll eine Offenbarung von Gott bewirkt worden sein; zum anderen soll die Offenbarung, sofern sie als Aussage verstanden wird, wahr sein. Der Wahrheitsanspruch derer, die als Zeugen von Offenbarungen auftreten, wird schon innerhalb des Offenbarungsglaubens selbst fraglich. Das Problem gründet im Erlebnischarakter von Offenbarungen und wird z. B. im Pentateuch (5 Mos 18,21 ) in der Frage greifbar: „Wie kann ich merken, welches Wort der Herr nicht geredet hat?“ – Diese Frage hat bis heute keine allgemein überzeugende Antwort gefunden. Biblische Texte werten zutreffendes Vorherwissen der Zukunft als Kriterium der Echtheit von Offenbarung: „… wenn der Prophet redet in dem Namen des Herrn und es wird nichts daraus und es tritt nicht ein, dann ist es ein Wort, das der Herr nicht geredet hat. Der Prophet hat’s aus Vermessenheit geredet, darum scheu dich nicht vor ihm.“ (5 Mos 18,22 ) Eine Abgrenzung von glücklich erratenem zukünftigem Geschehen ist mit diesem Kriterium nicht möglich. An Stellen wie dieser ist deutlich, dass unechte Offenbarung mit der moralischen Unzulänglichkeit des Propheten erklärt wird. Das Problem der falschen Propheten wird im Alten wie im Neuen Testament beklagt. Freilich können auch sonst glaubwürdige Zeugen irren.
Die vor allem seit dem 14. Jahrhundert sich herausbildende scholastische Apologetik hat diese Probleme oft gesehen. Da sie aber eine Einsicht in die Geheimniswahrheiten der Offenbarung mittels natürlicher Vernunft ablehnte, kehrte sie äußere Kriterien hervor. Ein allgemeiner Konsens, wie diese Kriterien zu bestimmen und anzuwenden sind, bestand nicht. Mit der Aufklärung im 17. Jahrhundert, der Herausbildung eines historischen Bewusstseins und einer auch für Offenbarungsquellen Anwendung findenden geschichtswissenschaftlichen Methodik, schließlich mit Wandlungen im Offenbarungsbegriff im 20. Jahrhundert wurde eine solche Argumentationslinie zumindest in der christlichen Theologie mehr und mehr verabschiedet. So wies z. B. Johann Christoph Gottsched 1762 darauf hin, dass die sich auf die Bibel stützende christliche Theologie hinsichtlich dieser Offenbarungs-Grundlage „keine synthetisch erwiesene Wissenschaft“, sondern bloß eine Glaubenslehre sei, die wegen einer fehlenden konsequenten Gedankenführung die Ebene der strengen wissenschaftlichen Argumentation verlasse. Diese vor mehr als 250 Jahren aufgezeigte Grundproblematik ist auch Anfang des 21. Jahrhunderts noch nicht gelöst.
Thomas Paine machte 1794 auf folgende Problematik aufmerksam: „Angenommen, etwas würde einer bestimmten Person offenbart, aber keiner anderen Person; dann ist es nur für diese Person eine Offenbarung. Sobald es an eine zweite, dritte und vierte Person weitererzählt und überliefert wird, ist es keine Offenbarung mehr. Nur für die erste Person ist es Offenbarung, doch Hörensagen für alle anderen, und deshalb sind sie nicht verpflichtet, es zu glauben.“
Ein weiteres Problem bringt der interreligiöse Vergleich hervor: Offenbarungsreligionen widersprechen sich zumindest in einigen als offenbart beanspruchten Lehren. Daher können nach Meinung vieler Religionsphilosophen diese Lehren nicht je zugleich auf wahrer Offenbarung beruhen.

### Religionskritische und medizinische Aspekte
Offenbarung im religiösen Sinn wird oft als passiv erlangter Gewinn religiöser Überzeugungen durch unmittelbares spirituelles Erleben verstanden, wie z. B. Nahtoderfahrungen. Da dieses Erlebnis für andere Menschen nicht nachprüfbar ist, entzieht es sich der Prüfbarkeit mittels experimentell-wissenschaftlicher Methode. Naturwissenschaftlich ist über den Wahrheitsgehalt von Offenbarungsberichten daher nichts aussagbar. Kritiker stufen deshalb Offenbarungen als Irrtum, Schein, Illusion, wenn nicht als Wahnmanifestation ein.
Grundsätzlich könnte eine Offenbarungswahrnehmung auch psychologische Ursachen haben. Nach Karl Leonhard zeigen Angst-Glücks-Psychosen Züge des Traumhaften, es können Offenbarungen erlebt werden. Ähnliche Bilder sind auch bei Haftpsychosen und bei hysterischen Ausnahmezuständen möglich, hier aber mit deutlichen psychogenen Halluzinationen. Epileptiker erfahren teilweise ekstatische Entrückungen: Die Kranken sehen den Himmel offen, verkehren mit Abwesenden, hören sphärische Musik usw. Auch Schizophrene können offenbarungsähnliche Wahrnehmungen haben. In Zusammenhang von Psychologie und religiösem Empfinden spricht man auch von Neurotheologie.
In der psychologischen Literatur wird kaum zwischen krankhaften Phänomenen und spirituellen Erfahrungen differenziert. Offenbarungen werden oft als Kontroll- und Realitätsverlust kritisch bewertet. In der Psychiatrie und in psychiatrischen Tests werden Offenbarungswahrnehmungen und magisches Denken als Psychose-Kriterium abgefragt.
Einige Theologen fassen daher den Wahrheitsgehalt von Offenbarungen in der Weise auf, dass im Gegensatz zu naturwissenschaftlichen Erkenntnissen eine Offenbarung als religiöses Erschließungsereignis immer den ganzen Menschen bestimmt und beeindruckt. So verstanden haben Offenbarungen sich an ihrem Erschließungscharakter zu messen, also daran, inwiefern sie das Ganze menschlichen Lebens sinnhaft strukturieren. Dieses Verständnis nimmt Anhalt am alltagssprachlichen Sinn von „Offenbarung“.

### Offenbarungsglaube und Toleranz
Religionskritiker sehen die Heiligen Schriften über weite Strecken als Gebrauchsanweisungen zur Intoleranz. Nicht nur Religionskritiker betonen, dass der Anspruch auf absolute Wahrheit und Unfehlbarkeit Fanatismus und Fundamentalismus begünstigen kann. Die heftigen Debatten um den Kreationismus in den Vereinigten Staaten (Ablehnung der Evolutionstheorie) zeigen, dass der Buchstabenglauben immer noch existiert.
Die Geschichte der Offenbarungsreligionen ist weithin eine Geschichte der Intoleranz, da sie sich zum politischen Missbrauch eignen, sobald sie in einer Gesellschaft Vorherrschaft gewinnen. Allerdings gibt es seit dem frühen Mittelalter immer wieder Ausnahmen. Einige Werke der Gattung der Religionsdialoge sind hier zu nennen. So hat beispielsweise die Lessingsche Ringparabel Vorläufer im 8. Jahrhundert. Beispiele religiöser Intoleranz sind jedoch Legion. Noch der Syllabus errorum verurteilte alle Religionsfreiheit. Auch im Streit um den Modernismus wurde die Alleingültigkeit des eigenen Glaubens von Seiten des römischen Lehramts beibehalten. Im Protestantismus sprach sich vor allem Karl Barth gegen Toleranz aus: „Kein gefährlicherer, kein revolutionärerer Satz als dieser: dass Gott Einer, dass Keiner ihm gleich ist! … Wird dieser Satz so ausgesprochen, dass er gehört und begriffen wird, dann pflegt es immer gleich 450 Baalspfaffen miteinander an den Leib zu gehen. Gerade das, was die Neuzeit Toleranz nennt, kann dann gar keinen Raum mehr haben. Neben Gott gibt es nur noch seine Geschöpfe oder eben falsche Götter und also neben dem Glauben an ihn Religionen nur als Religionen des Aberglaubens, des Irrglaubens und letztlich des Unglaubens.“ Diese Religionskritik richtete sich allerdings genauso an das Christentum. Auf dieser Grundlage „wagt“ Barth „im Gehör auf Gottes Offenbarung“ den Satz: „die christliche Religion ist die wahre Religion“. In seiner Lichterlehre erkannte er an, dass es in anderen Religionen und der Welt reale Offenbarungen [KD IV/3, 107] und Worte hoher Weisheit gebe. In ihnen leuchte immer Jesus Christus.
Auch Emil Brunner vertrat einen Ausschließlichkeitsanspruch seines Glaubens. Erst nach den geschichtlichen Erfahrungen mit Religionskriegen, Weltkriegen und Totalitarismen erlangte Toleranz in Bekenntnisfragen für Vertreter beider Konfessionen größeres Gewicht. Jedoch erkannte das 2. Vatikanische Konzil erst 1965 die Religionsfreiheit an. Die Zeiten haben sich geändert; dass Vertreter beider Konfessionen sich für ein „Weltethos“ (Hans Küng) engagieren können, ist eine Selbstverständlichkeit geworden. Auch in der protestantischen Kirche ist die Theologie Barths keinesfalls ohne Kritik geblieben. Schon Dietrich Bonhoeffer nimmt durchaus eine eigene Position gegenüber Barth ein und kritisiert ihn heftig: „Barth hat als erster Theologe – und das bleibt sein ganz großes Verdienst – die Kritik der Religion begonnen, aber er hat dann an ihre Stelle eine positivistische Offenbarungslehre gesetzt, wo es dann heißt: ’friß, Vogel, oder stirb’; ob es nun Jungfrauengeburt, Trinität oder was immer ist, jedes ist ein gleichbedeutsames und -notwendiges Stück des Ganzen, das eben als Ganzes geschluckt werden muß oder garnicht. Das ist nicht biblisch.“
Gleichzeitig gibt es jedoch in den Offenbarungsreligionen erstarkende Gegenströmungen. Dieselben Urkunden des Glaubens lassen viele Deutungen zu – oft Deutungen, die mit Ausschließlichkeitsanspruch vertreten und verfochten werden.
Die Schriften des Judentums, des Islams und des Christentums enthalten viele Stellen, welche im Sinne einer Toleranz auch in Fragen des Bekenntnisses verstanden werden können. Es gibt im Koran Stellen, die tolerant verstanden werden können. Der 256. Vers der zweiten Sure („Die Kuh“) fordert: „Es sei kein Zwang im Glauben.“ Und nicht weniger deutlich ermahnt die zehnte Sure in ihrem 99.Vers alle Muslime: „Und wenn dein Herr gewollt hätte, so würden alle auf der Erde insgesamt gläubig werden. Willst du etwa die Leute zwingen, gläubig zu werden?“ Die lange nach dem Tode des Propheten entstandene Scharia und die mit ihr verbundene islamische Weltanschauung haben jedoch verhindert, dass sich aus diesen eindeutigen Aussagen des Korans wirksame politisch-rechtliche Konsequenzen im Sinne der europäischen Menschenrechte entwickeln konnten. Auch die Quellen des Buddhismus belegen das Toleranzgebot. Für Buddha kann das Gleichnis von den Blinden und dem Elefanten als typisch angesehen werden. Buddhistische Lehren zielen oft die Einsicht, dass Glaubenslehren höchstens den Charakter von Behelfen haben. Offenbarungsreligionen haben dagegen oft unbezweifelbar hinzunehmende Autorität verlangt, die absoluten Gehorsam fordert – zwei wesentliche Quellen aller Intoleranz. Die Idee, dass auch jeder Andersgläubige einen Zipfel der einen Wahrheit fasst, wird dann ausgeschlossen. Im Neuen Testament finden sich Stellen, wie beispielsweise:
- Apg 14,14–18 EU, Apg 17,16ff. EU (Paulus’ Rede auf dem Areopag), wo er darlegt (Apg. 17,23 ff): „... und (ich) fand einen Altar, auf dem stand geschrieben: Dem unbekannten Gott. Nun verkündige ich Euch, was ihr unwissend verehrt. Gott, der die Welt gemacht hat und alles, was darinnen ist, er, der Herr, wohnt nicht in Tempeln, die mit Händen gemacht sind. Auch läßt er sich nicht von Menschenhänden dienen wie einer, der etwas nötig hätte, da er doch selber jedermann Leben und Odem und alles gibt. Und er hat aus einem Menschen das ganze Menschengeschlecht gemacht ... (27), dass sie Gott suchen sollen, ob sie ihn wohl finden uns fühlen könnten; und fürwahr, er ist nicht ferne von einem jeden von uns. Denn in ihm leben, weben und sind wir, wie auch einige Dichter bei euch gesagt haben: Wir sind seines Geschlechts.“ (Vorlage: Bibel, Luther 2017).

Röm 1,19–32  („… Gott hat es ihnen (allen Menschen) offenbart, damit daß Gottes unsichtbares Wesen, das ist seine ewige Kraft und Gottheit, wird ersehen, so man des wahrnimmt, an den Werken, nämlich an der Schöpfung der Welt …“)
- oder Röm 2,12–16 EU („… Denn so die Heiden, die das Gesetz nicht haben, doch von Natur tun des Gesetzes Werk, sind dieselben, dieweil sie das Gesetz nicht haben, sich selbst ein Gesetz, als die da beweisen, des Gesetzes Werk sei geschrieben in ihrem Herzen, sintemal ihr Gewissen ihnen zeugt, dazu auch die Gedanken, die sich untereinander verklagen oder entschuldigen …“).

Diese Stellen hatten nach heutigen Maßstäben nicht die Wirkungsgeschichte, die sie verdient hätten.
Geht man nach der wörtlichen Bedeutung des Verbs „tolerare“ im Lateinischen, also „ertragen, aushalten, erdulden“ (Latein-Deutsch PONS, Onlinewörterbuch) im Deutschen, so ergibt sich daraus auch die Sicht, dass jemand es „aushalten“ kann, dass es Andersgläubige gibt, dass jemand dieses er-trägt, ohne seinen Glauben aufzugeben, so wie man auch andere Ansichten auf anderen Gebieten „toleriert“ und damit lebt.

## Offenbarungsvorstellungen in den Religionen
Der Ursprung von Offenbarung ist, nach theologischem Verständnis, ein „übernatürlicher“ bzw. transzendenter Grund. Der Empfänger einer Offenbarung wird oft als Prophet oder Botschafter Gottes bezeichnet.

### Judentum
In der hebräischen Bibel wird von zahlreichen Offenbarungen an Propheten berichtet, angefangen bei Noach und Abraham, weiter über Mose, Elija, Jeremia und Jesaja bis zu Daniel. Für sie alle wird der Anspruch erhoben, göttliche Botschaften empfangen zu haben. Auch weibliche Prophetinnen wie Debora, Hulda und Anna werden als Überbringer von Gottesnachrichten dokumentiert.
Aus späteren Jahrhunderten sind auch Offenbarungen überliefert (z. B. Buch Serubbabel).

### Christentum
Das Thema der Offenbarung bildet seit dem 16. Jahrhundert einen umfangreichen Traktat der dogmatischen Theologie bzw. der Fundamentaltheologie. Je nach theologischer Rahmentheorie wurde und wird auf verschieden gewichtete Texte der Tradition zurückgegriffen und eine anders akzentuierte systematische Position entwickelt. Weithin unbestritten ist, besonders seit dem Zweiten Vatikanischen Konzil, der zentrale Rang des Offenbarungsbegriffs.
Die klassische katholische Theologie kennt drei grundsätzliche Offenbarungsquellen: Schrift, Tradition und Natur. Allerdings hat besonders die scholastische Theologie einen Unterschied gezogen zwischen dem, was „aus der Natur“ und dem, was genuin nur „aus der Offenbarung“ bzw. Gnade zugänglich ist. In ersteren Bereich fielen vor allem Themen der philosophischen Gotteserkenntnis bzw. genauer der sogenannten Natürlichen Theologie. Einige Theologen finden die Rede von Schöpfungsoffenbarung angemessener: während „Natur“ oft als Gegenbegriff zu „Gnade“ verwendet wird, schließt „Schöpfung“ gnadenhafte Elemente ein.
In welchem Verhältnis diese beiden Offenbarungen zueinander stehen können, wurde in der spätscholastischen Philosophie der Gegenreformation auf folgende Formel gebracht:
„Die Gnade vollendet die Natur, sie hebt sie aber nicht auf“ (lateinisch: Gratia perficit naturam, non tollit). Damit waren die beiden möglichen Extrempositionen vermieden: zum einen der sehr starke Gnadenbegriff der Reformatoren („durch Gnade allein“, „durch Schrift allein“, „durch Glauben allein“ – lateinisch: sola gratia, sola scriptura, sola fide), zum anderen aber auch das schriftferne Abgleiten in die Verehrung des Naturhaften im Panentheismus (Naturhaftes wird vergöttlicht). Komplexer wird die Analyse der Erkenntnisquellen in der Lehre der loci theologici.
Dies zeigt bereits, wie sich die Bedeutung des Offenbarungsbegriffs mit dem Wandel der Theologie insgesamt ändert. Oft unterteilt man diese Wandlungen in drei Phasen: ein epiphanischer Offenbarungsbegriff (Berichte von Erscheinungen Gottes) zeigt sich in Frühformen, ein instruktionstheoretischer Offenbarungsbegriff seit der Spätscholastik, nominalistischer Schultheologie oder Aufklärung (Gott offenbart Sätze), ein kommunikationstheoretischer Offenbarungsbegriff spätestens mit der Instruktion „Dei Verbum“ des 2. vatikanischen Konzils (Offenbarung ist stets Selbstoffenbarung, Zuwendung eines personalen Gottes zu einem personalen Gegenüber). Offenbarung als „Selbstmitteilung Gottes“ wird dann zumeist im Sinne einer kommunikativen Gemeinschaft (communio, participatio) mit Gott entwickelt.
Praktisch gewendet mag die Lehre von den zwei Offenbarungswegen (Bibel und Natur bzw. Vernunft) vor einer Ideologisierung schützen. Denn: Da zum einen sich Gott den Menschen auf zwei verschiedene Weisen zeigt, zum anderen davon ausgegangen wird, dass er sich auf diesen beiden Wegen nicht widersprüchlich dem Menschen zeigt, steht der Mensch vor der Herausforderung, seine eigene Welt- und Schöpfungserfahrung mit denjenigen Erkenntnissen, die er der Bibel entnimmt, zu harmonisieren. Oder anders gesagt: Der Christ ist einerseits dazu herausgefordert, die Bibel vor dem Hintergrund seiner Welterfahrung je neu auszulegen und umgekehrt seine Welterfahrung mit Hilfe der biblischen Darstellungen je neu zu deuten. Aus dieser permanent gelebten Spannung heraus gestaltet er – im Kontext der Kirche und mit der Hilfe von Tradition und Lehramt (wie dies die Theologie beider großer christlicher Konfessionen konzipiert) – sein selbst zu verantwortendes Leben vor Gott.

### Islam
Die Offenbarung im Islam definiert sich als eine Mitteilung Gottes an den Propheten durch den Erzengel Gabriel. Jedoch verschließt sie sich auch nicht dem Christentum ähnlichen, weiter gefassten Offenbarungsbegriff, der die Erkenntnis Gottes durch das Beobachten seiner Schöpfung bezeichnet. Dem Glauben der Muslime zufolge sei der Koran in Form einer wörtlichen Offenbarung in einem Zeitraum von 23 Jahren an den Propheten Mohammed herabgesandt worden, beginnend mit der Sure 96. Seine Zeitgenossen berichten, dass sie dem Propheten anfänglich in großen Zeitabständen und bruchstückweise zugekommen seien, dann aber immer rascher und umfangreicher, und in den letzten Jahren seines Lebens zu einem ununterbrochenen Strom angeschwollen seien.
In diesem Zusammenhang wird von einigen islamischen Gelehrten eine Unterscheidung zwischen der „individuellen“ und der „konstitutionellen“ Offenbarung getroffen. Letztere wird an einem Propheten mit dem Ziel getragen, die enthaltene Botschaft an einen großen Kreis von Menschen weiterzugeben, während Erstere vom Inhalt her weniger Tragweite besitzt und vielmehr als ein Liebesbeweis Gottes seinem Diener gegenüber fungiert, um Einsicht in verborgene spirituelle Realitäten zu gewähren. Ob und inwiefern das „Tor der Offenbarung“ auch heute noch offen steht, ist in der islamischen Welt heftig umstritten. Die Meinungen reichen von einer konsequenten Ablehnung seitens der Orthodoxie bis hin zu einer lebhaften Auseinandersetzung und in der Natur des Menschen als angeboren betrachteten Fähigkeit, diese zu erfahren (Sufis, aber auch Ahmadiyya).

### Bahaitum
Das Konzept der Offenbarung Gottes durch seine Boten ist ein zentrales Prinzip in den Schriften des Bahaitums. Da Gott dem Wesen nach für den Menschen verborgen und grundsätzlich unerkennbar sei, benötige die Menschheit Mittler, die das göttliche Licht in reiner Form für die Menschen widerspiegeln. Im Bahaitum werden diese Gottesboten „Manifestationen Gottes“ genannt.
Nach Bahāʾullāh, dem Stifter des Bahaitums, offenbart sich Gott der Menschheit seit vorgeschichtlichen Zeiten hauptsächlich durch Seine Boten. Dieser Prozess der Selbstoffenbarung Gottes, genannt „Fortschreitende Offenbarung“, in Gestalt der Religionsstifter der Menschheit werde sich bis in die ferne Zukunft fortsetzen.

### Asiatische Religionen
In den asiatischen Religionen spielt der Begriff der Offenbarung oder göttlicher Eingebungen eine wesentlich geringere Rolle als in den drei Buchreligionen. Aber auch im Hinduismus ist die „Offenbarung des Göttlichen“ von Bedeutung. Bekanntes Beispiel ist die Offenbarung Krishnas im zehnten und elften Gesang der Bhagavad Gita sowie die Offenbarung der Göttin im Devi Bhagavatam (7. Buch, Kap.34), einem der wichtigsten Bücher des Shaktismus. Im Hinduismus werden Offenbarungen mit den besonderen spirituellen Kräften der erleuchteten Meister und Avatare (Krishna) erklärt. Sie können angeblich auf übernatürliche Weise über eine höhere Bewusstseinsdimension anderen Menschen im Traum erscheinen oder in Wachvisionen Informationen übermitteln.

## Indirekte Offenbarung durch Erkennen der Welt

### Schöpfung als Offenbarung
Viele Religionen, darunter der Buddhismus (in Teilen), das Christentum, der Hinduismus und die diversen Formen des Lamaismus, deuten die Welt anhand eines Schöpfungsmythos. Vorausgesetzt wird, dass ein Gott (oder mehrere Götter) die Welt entweder direkt erschaffen haben oder zumindest eine bereits vorhandene, ungeordnete Masse so geformt haben, dass daraus ein Kosmos, eine nach Gesetzen geordnete Welt, entstanden ist. Vor diesem Hintergrund wird die Welt als Produkt des göttlichen Willens verstanden. In ihr offenbaren sich daher Eigenschaften ihres Schöpfers.

### Monotheismus
Im Monotheismus wird der Begriff Offenbarung für einen Akt Gottes benutzt, der damit dem Menschen etwas über sich bekannt gibt, zu einem Erkenntnisgewinn führen soll, seinen Willen kundtut oder sich selbst offenbart (im Sinne von: seine Verborgenheit überwindet).
In der geschichtlichen Entwicklung der Religionen treten unterschiedliche Offenbarungsbegriffe auf. Offenbarungen (im Plural) werden daher auf verschiedenste Weisen interpretiert. Die christliche Theologie hat in verschiedener Form vertreten, dass Wunder und Werke als Beleg für das Wirken Gottes auf Erden dienen.

### Mündliche Offenbarung
Viele Religionen lehren auf verschiedene Weise, dass Gott direkt mit den Menschen kommunizieren kann, um ihnen den Text einer Offenbarung direkt einzugeben, quasi zu diktieren, die sogenannte Verbalinspiration. Nach der Realinspiration verfasst der Mensch den Bibeltext, der nachträglich von Gott „abgesegnet“ wird. Nach der Personalinspiration hat die Bibel zwei Ursachen: Gott und den Menschen. Beispielhaft für eine Verbalinspiration sei die Neuoffenbarung angeführt.